# Moustapha Siba’i
 (août 2009).
Si vous disposez d'ouvrages ou d'articles de référence ou si vous connaissez des sites web de qualité traitant du thème abordé ici, merci de compléter l'article en donnant les références utiles à sa vérifiabilité et en les liant à la section « Notes et références ».
Moustapha Siba'i est né en 1915 et est mort en 1964 en Syrie. Il a mémorisé le Coran à un très jeune âge.
Il a étudié les sciences islamiques avec son père Cheikh Hasani Siba’i et dans les cercles de savants et juristes syrien. Ses professeurs furent Cheikh Tahir Al-Atassi, Cheikh Zahid Al-Atassi, Cheikh Muhammad Al-Yasin, Cheikh Anis Kalalib et d'autres.
En 1933, il s'est rendu en Égypte pour s’inscrire à l'université al-Azhar afin d’étudier le fiqh. Après avoir terminé ses études de fiqh, il s'inscrit en usul al-Din à al-Azhar.
En 1949, il acheva sa thèse de doctorat sur le thème de « La position de la Sunna dans la législation ». En 1950, il a été nommé professeur de droit à l'université de Damas, et en 1955 il a fondé la faculté de la charia à la même université. Il a créé les Frères musulmans en Syrie en 1945. Il resta le principal dirigeant des Frères musulmans en Syrie jusqu’à sa mort. Écrivant de nombreux ouvrages et donnant des conférences, Moustapha Siba’i donna une orientation particulière[Laquelle ?] aux Frères musulmans syriens. Il a été élu au Parlement de la République arabe syrienne 1949-1954.